# Bodtjärnen (Hällesjö socken, Jämtland, 695796-152273)
Bodtjärnen är en sjö i Bräcke kommun i Jämtland och ingår i Ljungans huvudavrinningsområde. Sjöns area är 0,023 kvadratkilometer och den är belägen 248 meter över havet.